# シー・トラッド
『シー・トラッド』は、2008年に岡崎産業が開発・販売した完全告知型の5号機。4号機『トラッド』シリーズの後継機。25パイ版と30パイ版（『シー・トラッド-30』）が同時発売された。保通協における型式名は「BORABORA」、「BORABORA-30」。

## 概要
告知は、筐体上部左右にある「ハイビスカス」ランプが点灯すればボーナス確定となる。ボーナス当選ゲーム時に様々なタイミングで告知されるが、リプレイ重複時に次ゲームBET時告知が発生することもある（30パイ版はほぼ先告知）。7セグ演出等により様々な演出が発生する。ボーナスはビッグボーナス・レギュラーボーナスが1種類、ビッグは346枚を越える払い出し（純増平均約305枚）、レギュラーは140枚を越える払い出し（純増約104枚）で終了する。
なお、レギュラーボーナスゲーム中はチェリーびた押しによる技術介入によりMAX119枚の獲得が可能となる。ボーナス重複当選はリプレイのみ。また、中段リプレイテンパイ2確目やリプレイテンパイハズレがリーチ目となる等を4号機から継承している。

## 演出
通常ゲーム時は様々な演出の発生する。
- 予告音発生:チャンス「小」。
- デジタルアクション発生:筐体上部中央の巨大7セグによる演出。ストップボタン押下時に発生。チャンス「中」。数字等でボーナス期待度を表す。
- サウンド演出:スタート音の遅れ、リプレイ入賞時の遅れ、リプレイ入賞時の波音、スタート音の無音によりボーナスへの期待を演出する。

等。

## ボーナス確率
| 設定 | BIG確率 | REG確率 | 合成確率 | 機械割 |
| ---- | ------- | ------- | -------- | ------ |
| 1    | 1/321   | 1/422   | 1/182    | 95.5%  |
| 2    | 1/306   | 1/390   | 1/171    | 98.0%  |
| 3    | 1/293   | 1/364   | 1/162    | 100.5% |
| 4    | 1/281   | 1/337   | 1/153    | 104.4% |
| 5    | 1/264   | 1/306   | 1/141    | 107.3% |
| 6    | 1/248   | 1/282   | 1/132    | 111.7% |

※各数値はメーカー発表値。